# ملعب مارسيلو بيلسا
استاد مارسيلو بيلسا (بالإنجليزية: Estadio Marcelo Bielsa)‏ هو ملعب كرة قدم يقع في روساريو، الأرجنتين، يتسع لـ 42,000 متفرج بعد التوسعات الأخيرة. وهو ملعب نادي نيولز أولد بويز.

## التاريخ
افتتح الملعب في 23 يوليو 1911.